# Krauss-Maffei M 1200 BB
Der Typ M 1200 BB von Krauss-Maffei ist eine normalspurige Werksbahn- und Rangierlokomotive mit dieselhydraulischem Antrieb, 860 kW Leistung und zwei Drehgestellen mit der Achsfolge B’B’. Er wurde Anfang der 1970er Jahre entwickelt. Die Lokomotiven tragen im deutschen Fahrzeugeinstellungsregister die NVR-Nummer 98 80 3512.

## Geschichte
Die Lokomotiven sind Nachfolger der M 800 BB von Krauss-Maffei, die bei der Eisenbahn und Häfen in Duisburg eingesetzt waren. Für den Bau einer leistungsstärkeren Lokomotive erhielt Krauss-Maffei den Auftrag zur Neukonstruktion.
An Eisenbahn und Häfen wurden die Mehrzahl der Lokomotiven ausgeliefert, weitere Lokomotiven erhielten BASF und die Hohenzollerische Landesbahn.
Eine Lokomotive wurde als Vorführlok an einen Privatbetrieb in die Niederlande vermietet und kam später wieder nach Deutschland zurück.
Seit 2017 bzw. 2019 befinden sich V118 und V119 im Bestand der Schlünß Eisenbahn Logistik (SEL) und werden dort für Rangierdienste und Zubringerverkehre eingesetzt.
Die Lokomotiven haben sich im Betrieb gut bewährt, sodass 2019 noch alle Lokomotiven vorhanden sind.

## Technische Beschreibung
Die Lokomotiven sind Vorbautenlokomotiven mit Mittelführerstand, die speziell für den Einsatz auf Werk- und Privatbahnen mit häufigeren Rangiermanövern entwickelt wurden. Sie gehören zur vierten Generation der Krauss-Maffei-Diesellokomotiven, bei deren Bezeichnung das bisher verwendete ML vor der Leistungsangabe in PS durch ein M ersetzt wurde.
Die Lokomotiven besitzen unterschiedlich lange Vorbauten, im längeren ist die Antriebsanlage und im kürzeren sind die Hilfsbetriebe untergebracht.
Die Vorbauten haben innerhalb der Lieferserie unterschiedliche Formen; bei den Lokomotiven von Eisenbahn und Häfen sind sie glatt, bei der HZL besitzen sie eine Schräge im Vorbaudach. Das Führerhauses besitzt seitliche Aufstiege und ein langgezogenes Dach als Sonnenschutz. Die unterschiedlichen Dienstmassen ergeben sich durch den wahlweisen Einsatz von Ballast.
Die dieselhydraulische Maschinenanlage besitzt einen Motor von MTU Friedrichshafen und ein Getriebe von Voith. Die Lokomotiven besitzen Mehrfachtraktionseinrichtungen.